# بيرفورين
بيرفورين (بالإنجليزية: Perforine أو PRF1 ) هو بروتين يوجد في حويصلات صغيرة جدا توجد في خلايا تي قاتلة من نوع (+ CD 8 ) و الخلايا الفاتكة الطبيعية ، ولها دور في نظام المناعة. عندما تفرز خلية تي قاتلة بيرفورين فهو يثقب غشاء الخلية المستهدفة الفتك وتحدث فيها ثقبا . عندئذ يستطيع غرانزيم B دخول الخلية المصابة ويقضي عليها وهذا ما يسمى استماتةApoptose.
هكذا يعمل نظام المناعة ، يقضي على خلايا الجسم المصابة بفيروس أو ميكروب ، ويترك خلايا السليمة ويحميها من مستضد .
يمكن حدوث طفرات في الجينات المولدة PRF1 وتتسبب في ظهور داء البلعمة نوع 2 (FHL2) .

## وظيفته
يوجد تشابه في بنية ووظيفة بيرفورين ب عنصر التكامل 9 (C9). فهو مثل C9 , ينشيء نبيبات في الغشاء الخلوي وهو أحد البروتينات الموجودة في حبيبات الخلية وعلى الأخص في الحويصلات ، ويعرف عنه أنه جزيء فعّال في خلايا تي القاتلة ووالخلايا الفاتكة الطبيعية في عملية تحلل الخلايا. 
يعتقد أن البيرفورين له دور فعال في ثقب الغشاء البلاسمي مما يتيح للكالسيوم المرور لبدأ آلية تصليح الغشاء. تلك الآلية للإصلاح تجعل البيرفورين و غرانزيم تدخل الخلية في وقت مبكر. 

## وصلات خارجية
- Orphanet: Lymphohistiozytose, hämophagozytische, familiäre Form=